# Tatino e Papino
Tatino e Papino (Augie Doggie and Doggie Daddy, noti anche come Tatino e Tatone) sono due personaggi immaginari protagonisti di una omonima serie animata prodotta dalla Hanna-Barbera dal 1959 al 1962.

## Trama
Tatino e Papino sono due cani padre e figlio dal manto arancione.

## Episodi
| nº | Titolo inglese         | Titolo italiano                    | Prima TV          |
| -- | ---------------------- | ---------------------------------- | ----------------- |
| 1  | Fox Hound Hounded Fox  | Caccia alla volpe                  | 19 settembre 1959 |
| 2  | Watch Dog Augie        | Attenti al ladro                   | 26 settembre 1959 |
| 3  | Skunk You Very Much    | Una promessa è una promessa        | 1º ottobre 1959   |
| 4  | In The Picnic Of Time  | Picnic                             | 10 novembre 1959  |
| 5  | High & Flighty         | Direzione Marte                    | 6 dicembre 1959   |
| 6  | Nag, Nag, Nag          | Cavallo pazzo                      | 13 dicembre 1959  |
| 7  | Talk It Up Pup         | La protesta silenziosa             | 1º gennaio 1960   |
| 8  | Tee Vee Or Not Tee Vee | Video o non video                  | 8 gennaio 1960    |
| 9  | Big Top Pop            | Circo che passione                 | 15 gennaio 1960   |
| 10 | Million Dollar Robbery | La rapina da un milione di dollari | 11 febbraio 1960  |
| 11 | Pup Plays Pop          | Il ragazzo padre                   | 18 febbraio 1960  |
| 12 | Pop's Nature Pup       | A contatto con la natura           | 25 febbraio 1960  |
| 13 | Good Mouse Keeping     | L'ospite indesiderato              | 11 marzo 1960     |
| 14 | Whatever Goes Pup      | Papi mette le ali                  | 18 marzo 1960     |
| 15 | Cat Happy Pappy        | Il mostro in cantina               | 26 marzo 1960     |
| 16 | Ro-Butler              | Il maggiordomo di latta            | 2 aprile 1960     |
| 17 | Pipsqueak Pop          | La formula dimagrante              | 9 aprile 1960     |
| 18 | Fan Clubbed            | Il capitano Zoom-Zoom              | 16 aprile 1960    |
| 19 | Crow Cronies           | Un corvo per amico                 | 2 maggio 1960     |
| 20 | Gone To The Ducks      | Yakky l'anatroccolo                | 18 novembre 1960  |
| 21 | Mars Little Precious   | Il piccolo marziano                | 25 novembre 1960  |
| 22 | Swats The Matter       | Zan, zan, zanzara                  | 9 dicembre 1960   |
| 23 | Snagglepuss            | Il leone di montagna               | 4 aprile 1961     |
| 24 | Hum Sweet Hum          | Musica che passione                | 24 aprile 1961    |
| 25 | Peck O' Trouble        | Cose da picchio                    | 7 giugno 1961     |
| 26 | Fuss & Feathers        | Struzzo a colazione                | 5 luglio 1961     |
| 27 | Yuk, Yuk Duck          | L'anatroccolo                      | 9 settembre 1961  |
| 28 | It's A Mice Day        | Un topo per amico                  | 16 settembre 1961 |
| 29 | Bud Brothers           | La pianta carnivora                | 30 settembre 1961 |
| 30 | Pint Giant             | Il gigante                         | 29 ottobre 1961   |
| 31 | It's A Worm Day        | Il mio amico è un verme            | 3 novembre 1961   |
| 32 | Patient Pop            | Papino paziente                    | 1º febbraio 1962  |
| 33 | Let's Duck Out         | Il fragile anatroccolo             | 5 marzo 1962      |
| 34 | The Party Lion         | Caccia al leone                    | 6 marzo 1962      |
| 35 | The Musket Tears       | Tre moschettieri più uno           | 7 marzo 1962      |
| 36 | Horse Fathers          | Papà a cavallo                     | 8 marzo 1962      |
| 37 | Playmate Pup           | Tatone compagno di giochi          | 9 marzo 1962      |
| 38 | Little Wonder          | Il piccolo genio                   | 15 giugno 1962    |
| 39 | Treasure Jest          | Il pirata                          | 22 giugno 1962    |
| 40 | From Ape To Z          | S come scimmione                   | 29 giugno 1962    |
| 41 | Growing, Growing Gone  | Voglia di crescere                 | 1º settembre 1962 |
| 42 | Dough Nutty            | Il falsario                        | 8 settembre 1962  |
| 43 | Party Pooper Pop       | Che noia le feste                  | 6 ottobre 1962    |
| 44 | Hand To Mouse          | È un giorno da topi                | 13 ottobre 1962   |
| 45 | Vacation Tripped       | Vacanze nello spazio               | 20 ottobre 1962   |

## Altri media
La Gold Key/K.K. Publications (marchi della Western Publishing) pubblicò un fumetto di Augie Doggie nel 1963, che si fermò a un solo albo.
La Hi-Tec Software pubblicò il videogioco Augie Doggie and Doggie Daddy nel 1991.